# A State of Mind
A State of Mind ist ein Dokumentarfilm des Regisseurs Daniel Gordon aus dem Jahr 2004, der von Nicholas Bonner produziert wurde. Im Mittelpunkt der Dokumentation stehen zwei nordkoreanische Schulmädchen, die 2003 als Tänzer am Arirang-Festival in Pjöngjang teilnehmen. Der Film gewann zwei Preise auf dem Internationalen Filmfestival in Pjöngjang 2004 und wurde auf elf anderen weiteren Filmfestivals gezeigt, bevor er 2005 in die Kinos kam.
Die britische Band Faithless benutzte für ihr Musikvideo zum Lied I Want More Ausschnitte aus der Dokumentation.